# Șopârleni, Vaslui
Șopârleni este un sat în comuna Drânceni din județul Vaslui, Moldova, România.